# Rokas Baciuška
Rokas Baciuška (Tauragė, 10 de diciembre de 1999) es un piloto de rallies lituano, actual campeón del Campeonato Mundial de Rally Raid en la categoría challenger.

## Carrera Deportiva
Es piloto de karting y rally raid, especialista de enduro, empezando desde sus 7 años compitiendo en el campeonato lituano de Karting, saliendo campeón en 2010.
En 2018 logró su primer título de rally, en el Campeonato de Europa de Rallycross en la categoría Super 1600.
A partir de la edición 2022 empezó a competir en el Rally Dakar, logrando hacer podio en las categorías Challenger y SSVs en 3 ocasiones.
Se consagró campeón del Campeonato Mundial de Rally Raid en la categoría T4 en las ediciones 2022 ganando el Rally Raid de Marruecos y en 2023 ganando el Sonora Rally y Abu Dhabi Desert Challenge y en la categoría Challenger en 2024 ganando en el Rally de Portugal y Desafío Ruta 40.

## Palmarés
| Año     | Título                             | Categoría          |
| ------- | ---------------------------------- | ------------------ |
| 2010    | Campeonato Lituano de Karting      | Rotax Junior class |
| 2018    | Campeonato de Europa de Rallycross | Super 1600         |
| 2019    | Campeonato Aleman de Karting       | DSKM               |
| 2022    | Rally Raid de Marruecos            | T4 / SSV           |
| 2022    | Campeonato Mundial de Rally Raid   | T4 / SSV           |
| 2023    | Abu Dhabi Desert Challenge         | T4 / SSV           |
| 2023    | Sonora Rally                       | T4 / SSV           |
| 2023    | Campeonato Mundial de Rally Raid   | T4 / SSV           |
| 2024    | Rally de Portugal                  | Challenger         |
| 2024    | Desafío Ruta 40                    | Challenger         |
| 2024    | Campeonato Mundial de Rally Raid   | Challenger         |
| Fuente: |                                    |                    |

## Resultados

### Campeonato Mundial de Rally Raid (FIA)
| Año     | Categoría       | Vehículo | Posición | Puntaje | Victorias              |
| ------- | --------------- | -------- | -------- | ------- | ---------------------- |
| 2022    | T4 / SSV        | Can-Am   | 1.º      | 176     | 1 (Marruecos)          |
| 2023    | T4 / SSV        | Can-Am   | 1.º      | 189     | 2 (Abu Dhabi y Sonora) |
| 2024    | T3 / Challenger | Can-Am   | 1.º      | 209     | 2 (Ruta 40, Portugal)  |
| Fuente: |                 |          |          |         |                        |

### Rally Dakar
| Año     | Categoría  | Vehículo | Copiloto    | Posición | Etapas |
| ------- | ---------- | -------- | ----------- | -------- | ------ |
| 2022    | SSVs       | Can-Am   | Oriol Mena  | 3.º      | 2      |
| 2023    | SSVs       | Can-Am   | Oriol Vidal | 2.º      | 3      |
| 2024    | Challenger | Can-Am   | Oriol Vidal | 3.º      | -      |
| 2025    | Coches     | Toyota   | Oriol Mena  | 11.º     | 1      |
| Fuente: |            |          |             |          |        |